# Eugenio Espejo
Francisco Javier Eugenio de Santa Cruz y Espejo (Quito, Equador, 1747 – 1795), escriptor, metge, advocat i pensador equatorià.
Fill d'un indígena i una mulata, Espejo és un dels pensadors més importants de l'Amèrica Llatina de finals del segle xviii, influït per les idees il·lustrades, que va adaptar a la realitat social del seu entorn. Com a mestís, li fou molt difícil obrir-se pas dins la classista societat colonial, però va aconseguir doctorar-se en medicina el 1767 i poc després també en jurisprudència i dret canònic. Dins la societat quitenya es convertí en l'eix de la vida cultural i propagador d'idees progressistes, amb un considerable suport per part de l'aristocràcia criolla. El 1779 publicà la seva primera gran obra El Nuevo Luciano de Quito una crítica terrible a tots els problemes i deficiències de la vida cultural a la Reial Audiència de Quito. El seu activisme cultural acabà enfrontant-lo a les autoritats, que el processaren a la capital del virregnat, Bogotà, però aquest fet contribuí a augmentar el seu prestigi.
De retorn a Quito, fou nomenat primer director de la biblioteca pública, composta per més de 40.000 volums procedents dels fons dels jesuïtes, recentment expulsats. També publicà importants treballs de medicina, com les Reflexiones acerca de las viruelas (1785). Més endavant col·laborà en la creació de la Sociedad Patriótica de Amigos del País a semblança de les altres que començaven a sorgir a Espanya i a les colònies i, sobretot, edità el primer diari de la ciutat: Primicias de la Cultura de Quito (1792). La seva activitat de denúncia continuà i fou novament empresonat, situació en la qual acabà morint el 1795.
El seu pensament és una adaptació d'idees il·lustrades a l'entorn colonial de l'Audiència. Fou un dels primers a afirmar amb claredat la necessitat d'una emancipació d'Espanya i a proclamar la individualitat del país i, en general, de tota Amèrica. Els seus plans emancipadors comportaven la constitució de repúbliques sobiranes, la igualtat de tots els ciutadans i nacionalització de les propietats eclesiàstiques. En el seu ideari apareixia per primera vegada la igualtat dels indígenes amb els criolls (ideal que quedarà oblidat en els futurs processos d'independència) i també per primera vegada plantejava els drets de la dona. Les seves idees, bé que modificades en alguns aspectes importants, foren inspiració directa en els revoltats de Quito del 10 d'agost de 1809, la primera declaració d'independència d'Amèrica Llatina.